# Instituto Literário Luizense

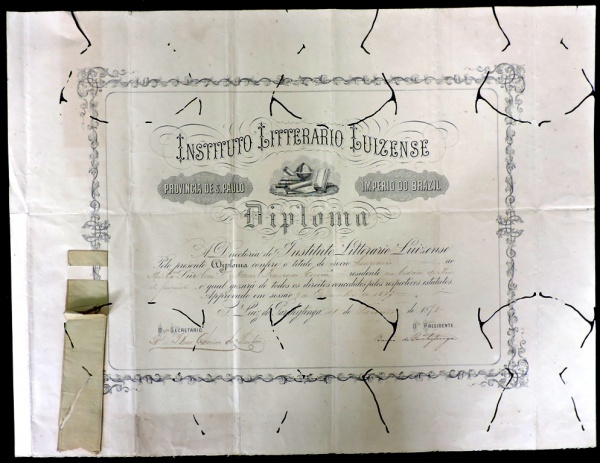
Diploma do Instituto Literário Luizense, do ano de 1878, assinado pelo Barão de Paraitinga e oferecido ao conselheiro Manuel Francisco Correia.

O Instituto Literário Luizense foi uma instituição cultural fundada por Manuel Jacinto Domingues de Castro, Barão do Paraitinga, na cidade de São Luiz do Paraitinga, em 1878. Ocupou o prédio onde hoje está instalada a Prefeitura do município, que pertencia, então, ao Conselho (Câmara) Municipal.

## Acervo
Este Instituto, que reunia literatos e músicos do município, mantinha uma biblioteca com 2.250 obras. O catálogo consignava pelo menos 12 assuntos diferentes, como as obras completas, no idioma original, de François-René de Chateaubriand, Jean-Jacques Rousseau, Alexandre Dumas e Lord Byron, além de uma edição de "Os Lusíadas", de 1880. Outra obra rara e curiosa era um exemplar da segunda edição, de 1843, de "Cozinheiro Imperial", o primeiro livro de culinária publicado no Brasil.
O Instituto possuía também dois exemplares originais das "Ordenações Filipinas", código legal publicado em 1603, por ordem de Filipe II, Rei de Espanha e de Portugal. Esse conjunto de leis vigorou plenamente no Brasil até 1830.

## Atividades
O Artigo 1º, Capítulo II, do estatuto deste Instituto dá ao Imperador D. Pedro II o título de "Augusto Senhor e Sócio Protetor". Quem mandou imprimi-lo, em 1879, nas oficinas da Gazeta de Notícias, no Rio de Janeiro, foi o seu próprio presidente, o Barão do Paraitinga. As atas mencionam que, além de atividades artísticas e literárias, o Instituto mantinha uma classe para alfabetização de adultos no período noturno, além de auxílios dados para entidades assistenciais do município.
Além da produção artística e intelectual dos munícipes, diversas pessoas vindas de outros lugares, e até do exterior, também ali se apresentaram como palestrantes: o poeta português José Palmela, autor de "Aristocracia do Gênio" e "Beleza Feminil", e o acadêmico e presidente (governador) de Sergipe Cyro de Azevedo. Recebia também personalidades de municípios da região como Pedro Vicente de Azevedo, José Luis de Almeida Nogueira, Joaquim Lopes Chaves, Manoel Vicente e Câmara Leal.

## Fim
Esta associação funcionou até o final da década de 1890, quando suas atividades foram, então, interrompidas por algum tempo. Em 1901, o funcionamento recomeçou com uma acentuada presença de parentes do Barão do Paraitinga no seu quadro de sócios. A partir de 1903, os sócios passaram a se reunir de forma intermitente até o dia 27 de maio de 1907, quando se reuniram pela última vez.